# Paul Vidal
Paul Antonin Vidal (ur. 16 czerwca 1863 w Tuluzie, zm. 9 kwietnia 1931 w Paryżu) – francuski kompozytor, dyrygent i pedagog.

## Życiorys
Studiował w konserwatorium w Tuluzie, następnie w latach 1878–1883 w Konserwatorium Paryskim w klasie Jules’a Masseneta (kompozycja i teoria), uzyskując I nagrodę z harmonii (1879) oraz z kontrapunktu i fugi (1881). W 1883 roku za kantatę Le gladiateur otrzymał Grand Prix de Rome. Od 1889 roku związany z paryską Operą, najpierw jako dyrygent chóru, później dyrygent solistów, a od 1906 roku główny dyrygent. W latach 1914–1919 był dyrektorem muzycznym paryskiej Opéra-Comique. W Konserwatorium Paryskim był wykładowcą solfeżu (od 1894), akompaniamentu fortepianowego (od 1896) i kompozycji (od 1909).
Był zwolennikiem ówczesnych awangardowych tendencji w muzyce. Prowadził społecznie wieczorowe kursy muzyczne w robotniczych dzielnicach Paryża. Ceniony głównie jako dyrygent i pedagog. Jego opery, nawiązujące do Wagnera i francuskiej grand opéra, spotkały się z krytyką.

## Wybrane kompozycje
(na podstawie materiałów źródłowych)

### Utwory orkiestrowe
- Petite suite espagnole (1902)
- Divertissement flamand (1914)

### Utwory kameralne
- Solo de concert na puzon i fortepian (1897)
- Concertino na róg lub trąbkę i fortepian (1922)
- Pièce de concert na róg i fortepian (1924)

### Kantata
- Le gladiateur, słowa Émile Moreau (1883)

### Opery
- Eros, libretto Jules Noriac, Adolphe Jaime i Maurice Bouchor (1892)
- L’Amour dans les enfers, libretto Amédée Pigeon (1892)
- Guernica, libretto Pierre Gailhard i Pierre-Barthélemy Gheusi (1895)
- La Burgonde, libretto Émile Bergerat i Camille de Sainte-Croix (1898)
- Ramsès, libretto Joseph de Pesquidoux (1900)

### Balety
- La maladetta (1893)
- Fête russe (1893)
- L’Impératrice (1903)
- Zino-Zina (1906)
- Ballet de Terpsichore (1909)